# Adriano Rossi
Adriano Rossi (Fidenza, 10 ottobre 1931 – Fidenza, novembre 2017) è stato un calciatore italiano, di ruolo attaccante.

## Biografia
Anche suo figlio Federico è stato un calciatore professionista.

## Carriera

### Gli inizi ed il passaggio all'Inter
Inizia la carriera nel Fidenza in IV Serie; passa in seguito all'Inter, con cui non esordisce però mai in gare ufficiali, venendo impiegato unicamente nel Campionato Riserve.

### Le stagioni in Serie C
Successivamente passa al Monza in Serie B, dove gioca 9 partite senza mai segnare; dopo una stagione scende di categoria, giocando da titolare nel Vigevano in Serie C. Nella stagione 1953-1954 viene acquistato dal Parma, con cui vince un campionato di Serie C; l'anno successivo è acquistato dalla Cremonese, dove segna 16 gol in 31 presenze ottenendo un terzo posto in classifica, sempre in Serie C.

### Messina
Torna a giocare in Serie B a partire dalla stagione 1955-1956, nella quale è il centravanti titolare del Messina, con cui segna 7 reti in 27 presenze. Nella stagione successiva va invece a segno 6 volte in 28 presenze, mentre nella sua terza stagione consecutiva con la maglia giallorossa gioca 12 partite segnando un gol, nella vittoria casalinga per 2-1 contro il Lecco.

### Gli ultimi anni di carriera
Dopo aver giocato per tre stagioni alla Cirio Napoli in Serie C, passa al Guastalla, con cui vince due campionati consecutivi. Conclude la carriera con un anno da calciatore/allenatore al Busseto.
In carriera ha giocato complessivamente 76 partite in Serie B, con 14 gol segnati.

## Palmarès

### Giocatore

#### Competizioni nazionali
- Serie C: 1

Parma: 1953-1954

#### Competizioni regionali
- Prima Categoria: 1

Guastalla: 1961-1962